# مطار كامدو بامدا
مطار كامدو بامدا (بالصينية: 昌都邦达机场) (إياتا: BPX، إيكاو: ZUBD) هو مطار يقع في بانجدا، تشامدو، في إقليم التبت في الصين، وهو ثاني أعلى مطار في العالم على ارتفاع 4334 متر (14.2190 قدم) حيث الأكثر ارتفاعا هو مطار داوجينغ يادينغ . المدرج 14/32 هو أطول مدرج في العالم، بطول 5,500 متر (18,045 قدم) أو ( 3.42 ميل).
انخفاض كثافة الهواء على هذا الارتفاع العالي يجعل إطالة المدرج للإقلاع والهبوط لازما . يبعد المطار بمسافة 2.5 ساعة عبر طريق جبلي من مقاطعة جامبدو / شنداو / تشامدو. المسافة الطويلة للمطار هي نتيجة عدم وجود أي أرض منبسطة على مقربة من المدينة والمتاحة حاليا لبناء المطار.
يحذر الزوار، قبل أن تهبط على التحرك ببطء عند مغادرة الطائرة، وأنهم قد يشعرون بالدوار وخفة في الرأس بسبب خفة الهواء.

## الرحلات المجدولة
- طيران الصين (تشنغدو، لاسا)